# Joseph-Anne-Marie de Moyria de Maillat
Joseph-Anne-Marie de Moyria, parfois Anna, et de Moyria, (chinois : 馮秉正 ; pinyin : Féng Bǐngzhēng) (16 décembre 1669, Moirans dans l'Isère - 28 juin 1748, Pékin, en Chine) était un missionnaire jésuite en Chine, également mathématicien, cartographe et historien sinologue. 

## Biographie
Sa date de naissance généralement admise est en 1669 (les p. jésuites le disent mort à 79 ans en 1748, voir citation ci-dessous), mais la Biographie des hommes célèbres du département de l'Ain de 1835, le fait naître en 1679 au château de Mailla près de Nantua (et non à Moirans), et le nomme de Moyria de Mailla. 
Parti en Chine en 1703, il y est resté jusqu'à la fin de sa vie. Mathématicien à la cour de Kangxi, Joseph de Mailla a travaillé pendant dix-huit ans à établir des cartes de l'empire. Il a publié plusieurs livres en chinois sur le Christ, le catéchisme et les saints. Une notice de l’Histoire générale de la Chine le décrit ainsi :

« Il naquit dans la province de Bugey, au Château de Maillac, qui depuis cinq cents ans est dans sa famille. ... Le P. de Mailla est un des missionnaires français auxquels nous sommes redevables de la grande & magnifique carte de la Chine & de la Tartarie chinoise, levée par ordre de Kang-hi, & gravée en France en 1731. L’empereur ... le fixa dans sa cour. Ce célèbre missionnaire y mourut le 28 Juin 1748, dans la 79e année de son âge, après un séjour de 45 ans à la Chine. Plus de 700 personnes assistèrent à ses obsèques ; on vit même plusieurs mandarins, qui l’avaient connu, paraître en habit de deuil dans les rues de Pé-kin ; tandis que d’autres accompagnaient la niche, où l’on avait placé, sur un satin jaune, l’ordre, par lequel l’empereur, actuellement régnant, accordait 1500 livres de notre monnaie pour faire les frais de ses funérailles. »

— Histoire générale de la Chine, p. 7.
Joseph de Mailla a rédigé la première histoire complète de la Chine en une langue européenne. Cet ouvrage en douze volumes, qui contient des cartes et des plans, n'est publié que trente ans après sa mort. Pour les neuf premiers volumes, il s'agit d'une version abrégée du Tongjian Gangmu compilé par Zhu Xi au XIIe siècle et complété par Shang Lu au XVe siècle. Les volumes X et XI, qui traitent de la Chine sous les Ming et les Qing, se basent sur les écrits de différents historiens chinois. Le volume XII contient diverses annexes dues à différents auteurs. La Description générale de la Chine de l'abbé Grosier constitue le plus souvent le treizième volume de l'ouvrage.

## Œuvres
- Histoire générale de la Chine ou annales de cet empire (douze volumes), Paris, 1777-1783 (lire en ligne)[5].